# Tony Jeffries
Tony David Jeffries (Sunderland, 2 de março de 1985) é um boxista britânico que representou seu país nos Jogos Olímpicos de Verão de 2008, realizados em Pequim, na República Popular da China. Competiu na categoria meio-pesado onde conseguiu a medalha de bronze após perder nas semifinais para o irlandês Kenneth Egan por pontos (3–10).
Em janeiro de 2009, Jeffries passou a competir no boxe profissional onde ainda não perdeu nenhuma luta e venceu cinco delas por nocaute.